# InterContinental Hotels Group
Die InterContinental Hotels Group PLC (IHG) ist ein britisches Unternehmen mit Sitz in Denham bei London. Nach Zimmeranzahl ist die IHG derzeit die viertgrößte Hotelgruppe der Welt. Die größte Unternehmenssparte ist die Hotelkette Holiday Inn Express.

## Geschichte
Das Unternehmen InterContinental Hotels & Resorts wurde 1946 als Tochter von Pan Am gegründet. Das erste Haus wurde in Belém gebaut. Die Holiday Corporation entstand aus dem ersten 1952 in Memphis (Tennessee) gegründeten Holiday Inn.
1989 wurde die Holiday Corporation von der britischen Bass PLC übernommen. Neun Jahre später kaufte Bass auch InterContinental und transformierte zur heutigen IHG. Präsident und Chef Operating Manager wurde 1989 bis 2006 der Deutsche Helmut Hoermann, der von den Westin Hotels & Resorts abgeworben wurde.
Die Hotels der Marke Holiday Inn stellen mit fast 1350 Hotels und fast 250.000 Betten den größten Anteil. Die Mehrzahl dieser Hotels wird im Franchising geführt, also selbständig geführt unter Nutzung des Markennamens und Vertriebssystems. Die IHG war bis zum Ausstieg im Dezember 2005 mit 47,5 Prozent der Anteile der größte Gesellschafter des britischen Getränkeherstellers Britvic.
Die IHG unterhält ein Kundenbindungsprogramm namens „Priority Club“, das im Juli 2013 unter dem Namen „IHG Rewards Club“ neu aufgelegt wurde und mittlerweile mehr als 100 Millionen Mitglieder verzeichnet. Seit Sommer 2022 wurde er zu  „IHG One Rewards Club“ umbenannt.
2014 kündigte IHG an, Kimpton Hotels & Restaurants zu übernehmen.
Die Marke InterContinental Hotels & Resorts ist in der DACH-Region mit drei Standorten vertreten – mit dem InterContinental Berlin, dem InterContinental Wien und dem InterContinental Genf (1964 eröffnet). Das InterContinental Frankfurt wurde 2021 geschlossen und wird seitdem umgebaut, das ehemalige InterContinental Düsseldorf (2006 bis 2021) an der Königsallee gehört seit Anfang 2022 zur Hommage Luxury Hotels Collection. Außerdem hatten InterContinental-Hotels bereits in Berchtesgaden (2005–2014), Düsseldorf (1969–1992, heute Radisson Blu Conference Hotel), Hamburg (1972–2013), Hannover (1965–1994), 2 × Köln (1971–1992, heute Pullman Cologne und 2003–2011, heute Dorint am Heumarkt), Leipzig (1993–2002) und Stuttgart (1988–2003; heute Le Méridien Stuttgart) bestanden.

## Unternehmen
Die IHG betreibt die Marken (Stand August 2021):
- Holiday Inn Express – 3.004 Mittelklasse-Hotels mit eingeschränktem Service-Angebot
- Holiday Inn Hotels & Resorts – 1.234 Mittelklassehotels, gestartet als Motel-Kette
- Crowne Plaza Hotels & Resorts – 407 Hotels, gehobener Standard für Geschäftsreisende
- Voco Hotels – 100 gehobene Hotels[11]
- Candlewood Suites – 360 Mittelklasse-Apartment-Hotels
- Staybridge Suites – 312 gehobene Apartment-Hotels
- InterContinental Hotels & Resorts – 206 Luxushotels und -resorts (bspw. das InterContinental Shanghai Wonderland)
- Hotel Indigo – 128 Hotels mit individuellem Charakter
- Kimpton Hotels & Restaurants – 75 individuelle Boutique-Hotels
- Holiday Inn Club Vacations – 28 Clubhotels
- Even Hotels – 20 Hotels für Gäste mit Orientierung auf Fitness- und Umweltaspekte
- Hualuxe Hotels & Resorts – 14 Luxushotels mit Fokus auf chinesische Gäste
- Six Senses Hotels Resorts Spas – 17 Luxus-Hotels und -Resorts
- Regent Hotels and Resorts – 7 Luxushotels
- Avid Hotels – 38 Low-Budget-Hotels
- Vignette Collection – 2 Hotels im Bereich Luxus und Lifestyle für Privat- und Geschäftsreisende[12]
- Ruby – 20 Lifestyle-Hotels[13][14]
- Forum – Von 1973 bis Anfang der 2000er Jahre betrieb IHG die Marke Forum Hotels, zu denen zeitweise u. a. das Forum-Hotel Berlin, das Forum-Hotel Hamburg und das Forum-Hotel Warszawa gehörten. Das ab 1973 betriebene Munich Penta Forum an der Hochstraße in München ist inzwischen ein Holiday Inn; das von 1974 bis 1991 betriebene Forum-Hotel Wiesbaden ist inzwischen ein Penta-Hotel; der von Forum ab 1995 betriebene Schweizerhof in Hannover gehört inzwischen zu DoubleTree by Hilton.

In Deutschland betreibt die IHG 101 Hotels, darunter drei InterContinental Hotels & Resorts, sieben Crowne Plaza, fünf Indigo Hotels, ein Regent Hotel sowie mehrere Holiday Inn und Holiday Inn Express.

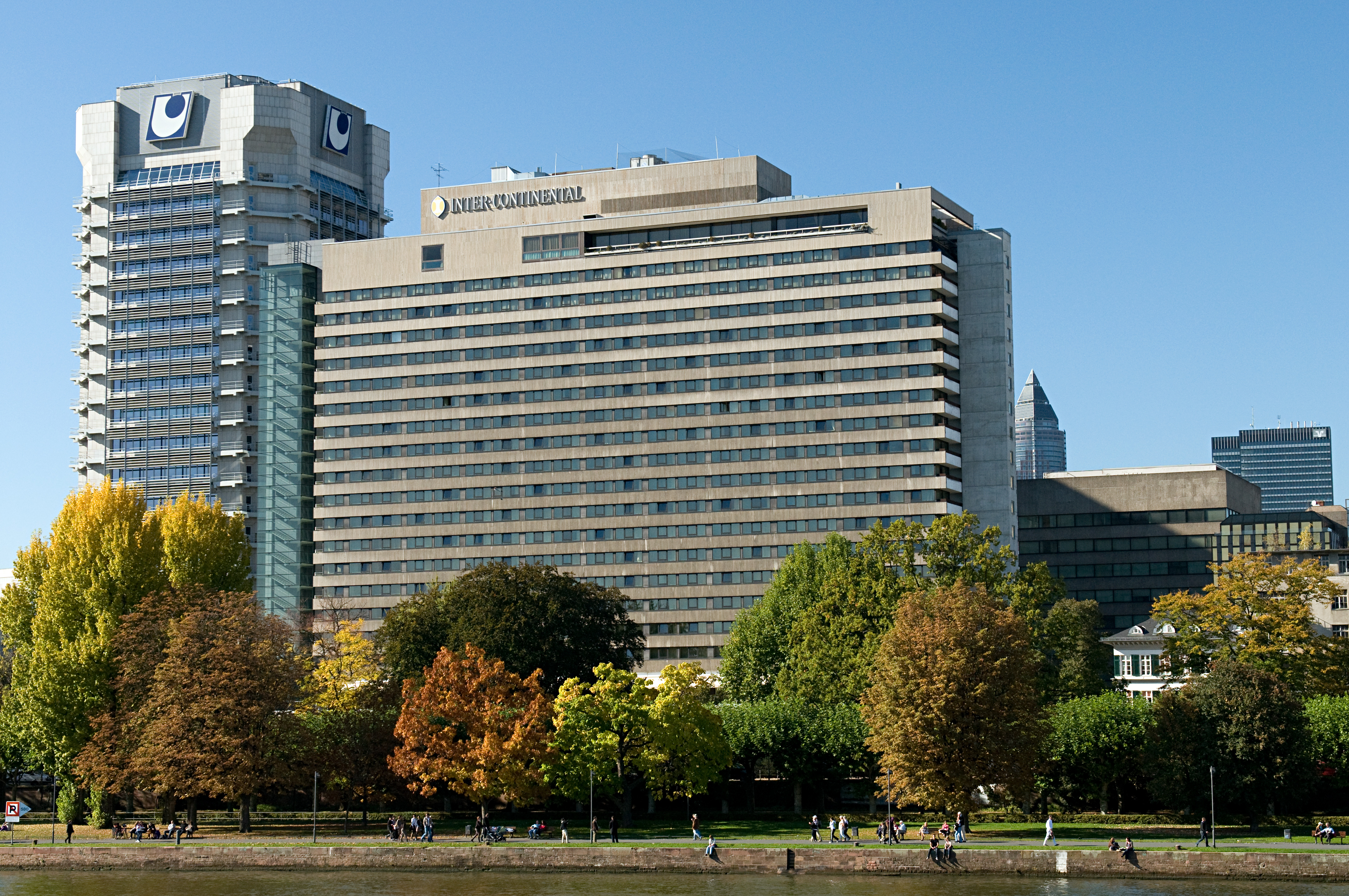
InterContinental Hotel in Frankfurt am Main
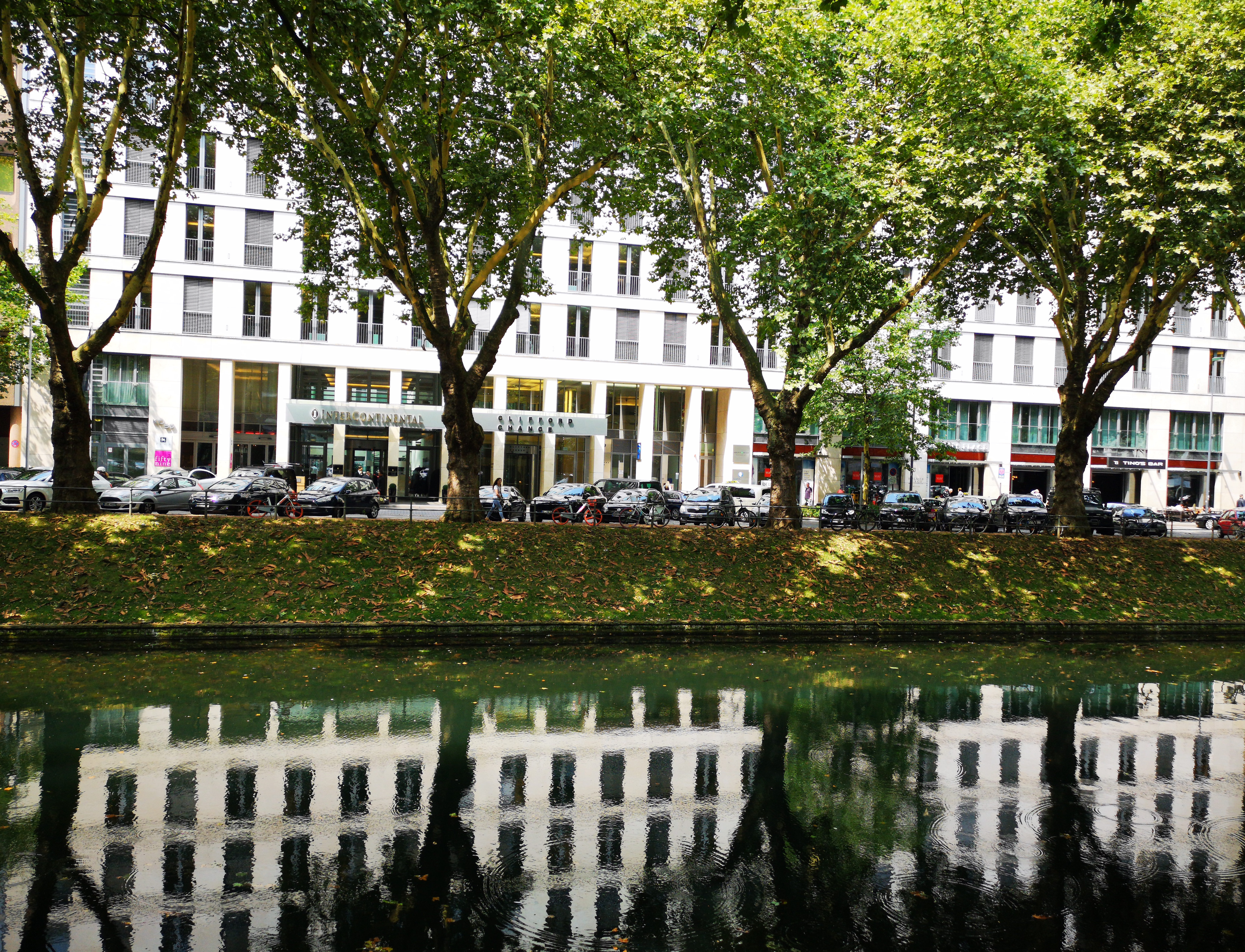
InterContinental Düsseldorf (2018), Königsallee
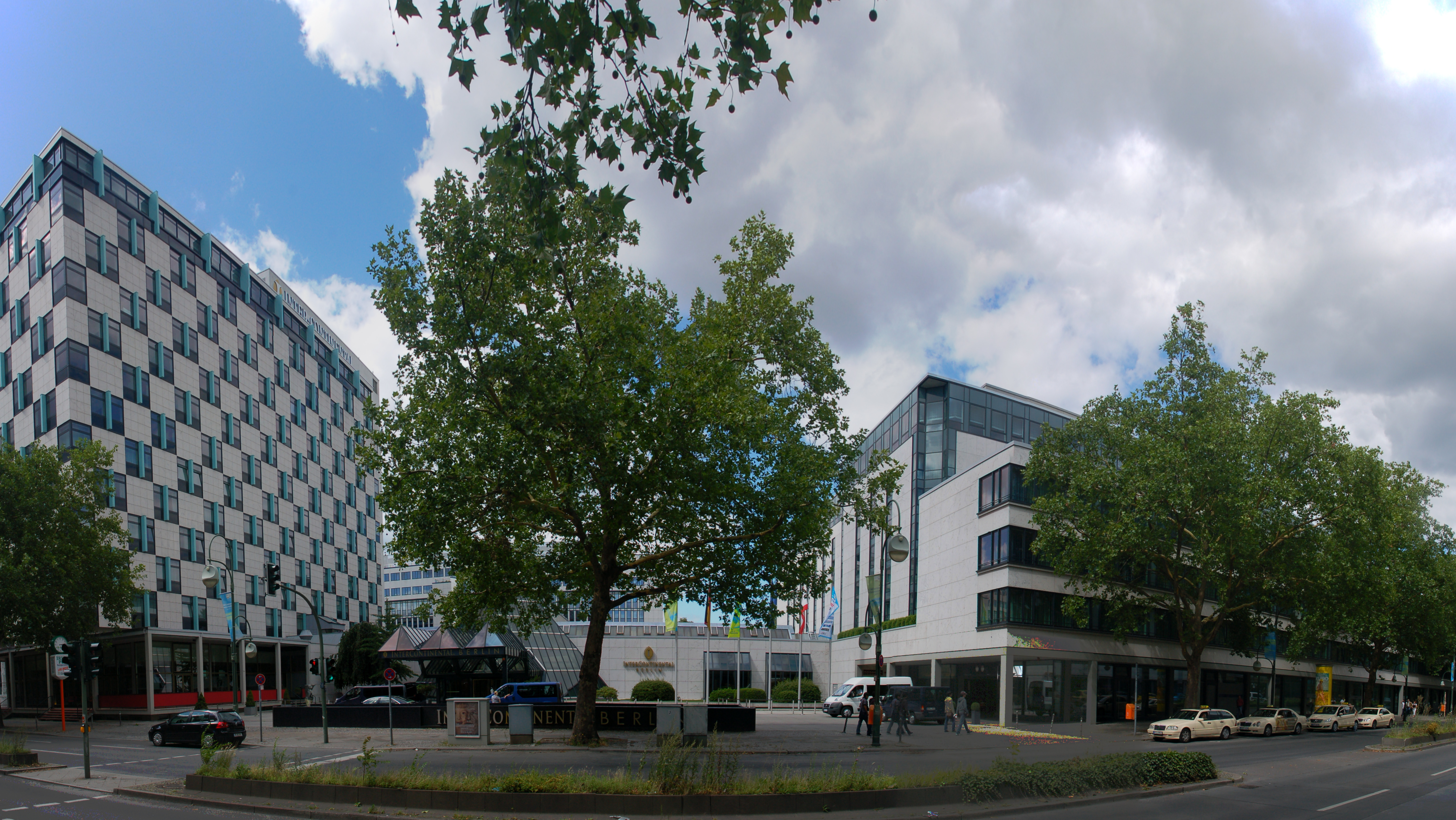
InterContinental Berlin
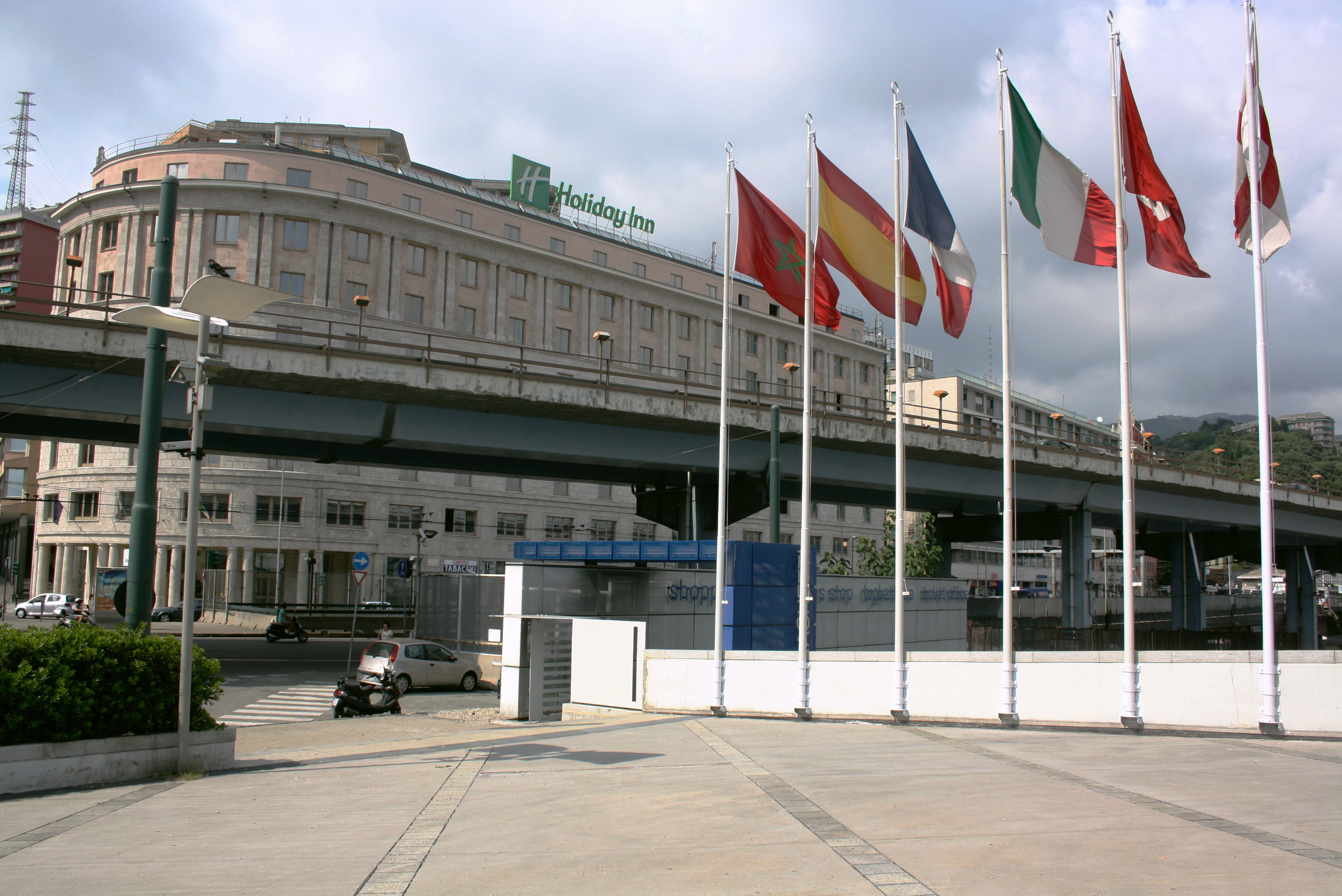
Holiday Inn in Genua
Holiday Inn Express in Schwabach bei Nürnberg
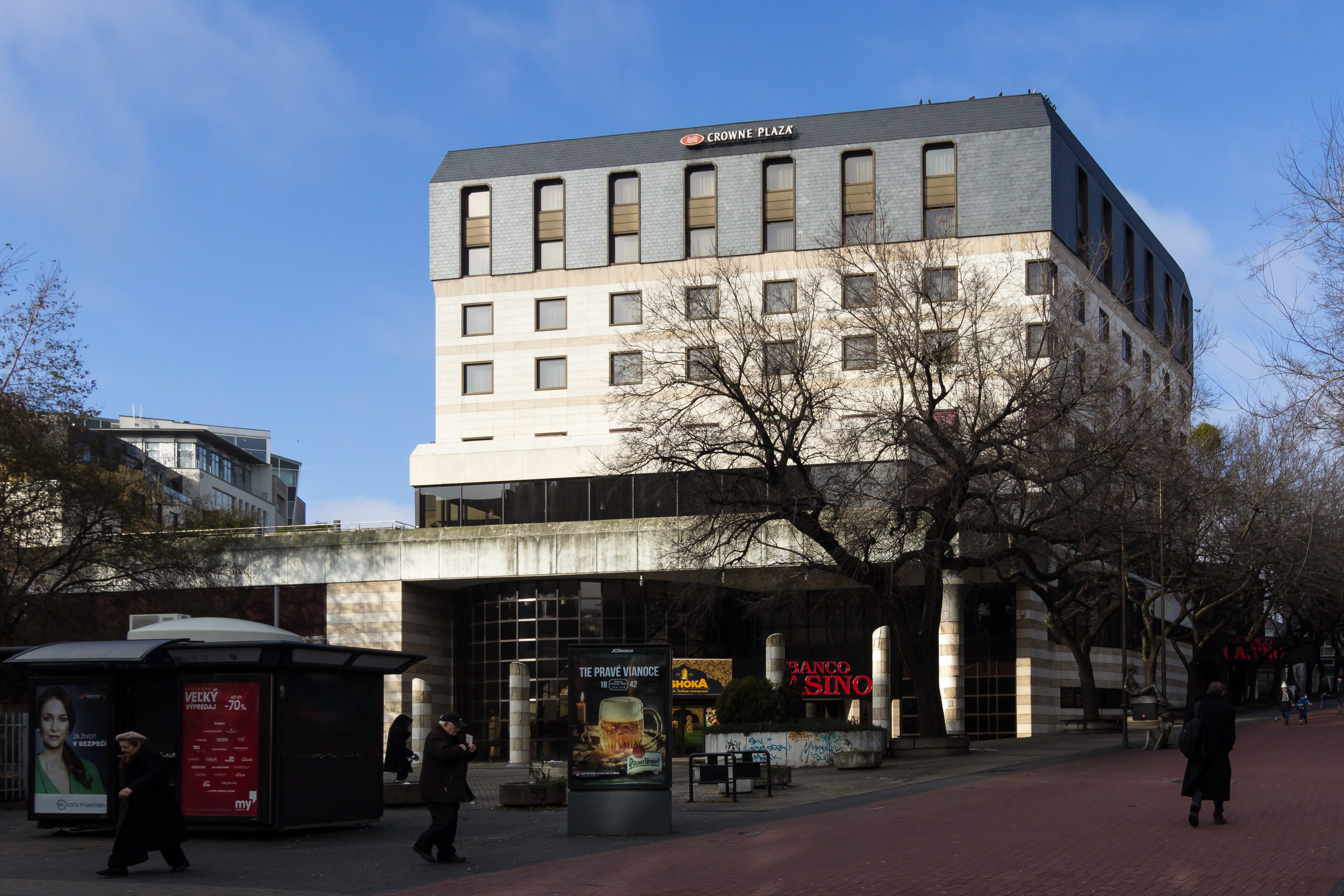
Crowne Plaza Bratislava
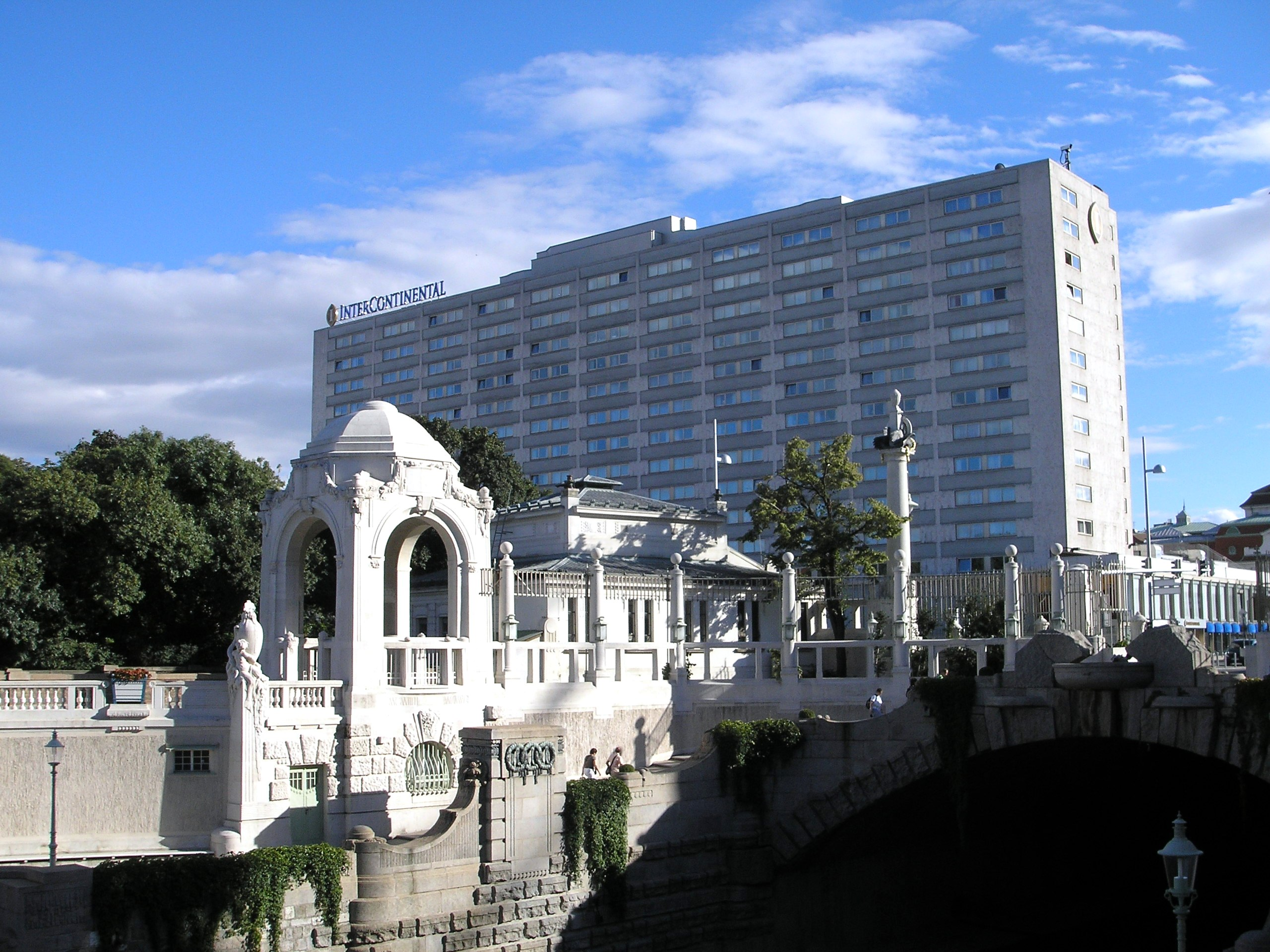
Intercontinental Wien
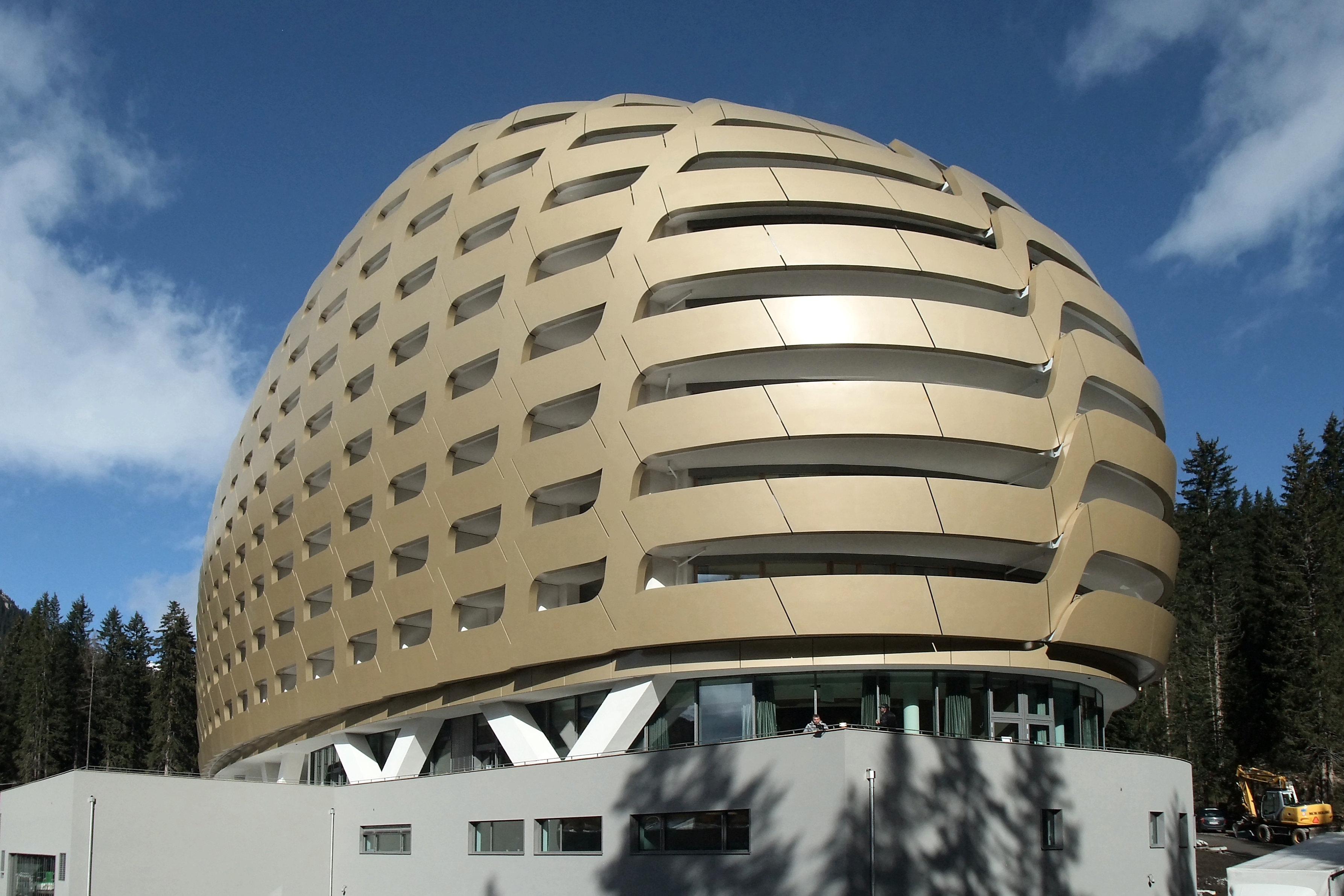
AlpenGold Davos

## Kritik
2007 erhielt die IHG für ihren laxen Umgang mit Kundendaten zusammen mit zwei anderen Hotelketten von der Datenschützerorganisation „Digitalcourage e. V.“ den Big Brother Award.